# Pseudosympycnus maroaga
Pseudosympycnus maroaga is een vliegensoort uit de familie van de slankpootvliegen (Dolichopodidae). De wetenschappelijke naam van de soort werd voor het eerst geldig gepubliceerd in 2020 door Soares en Capellari.